# Альціон смугастий

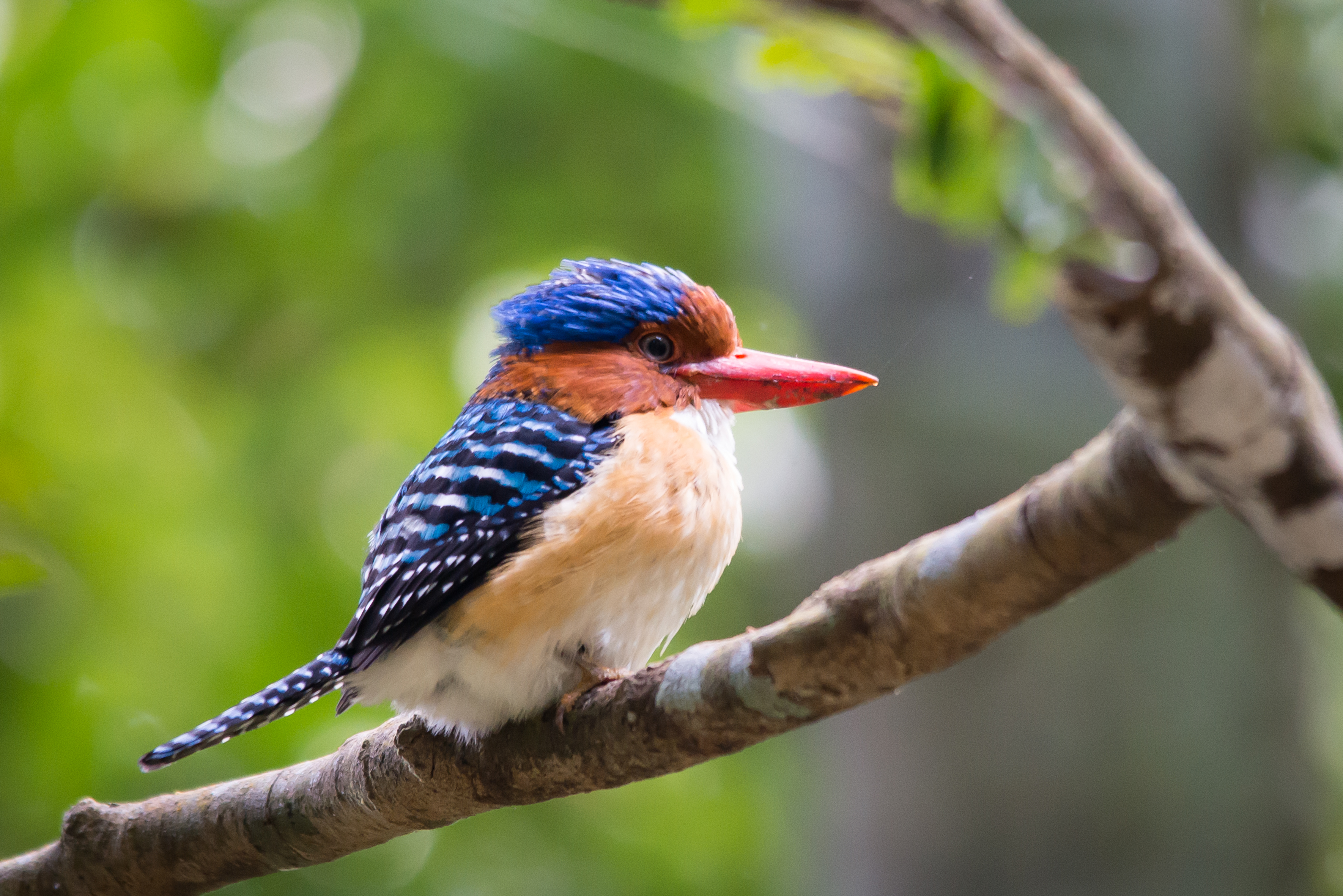
Смугастий альціон

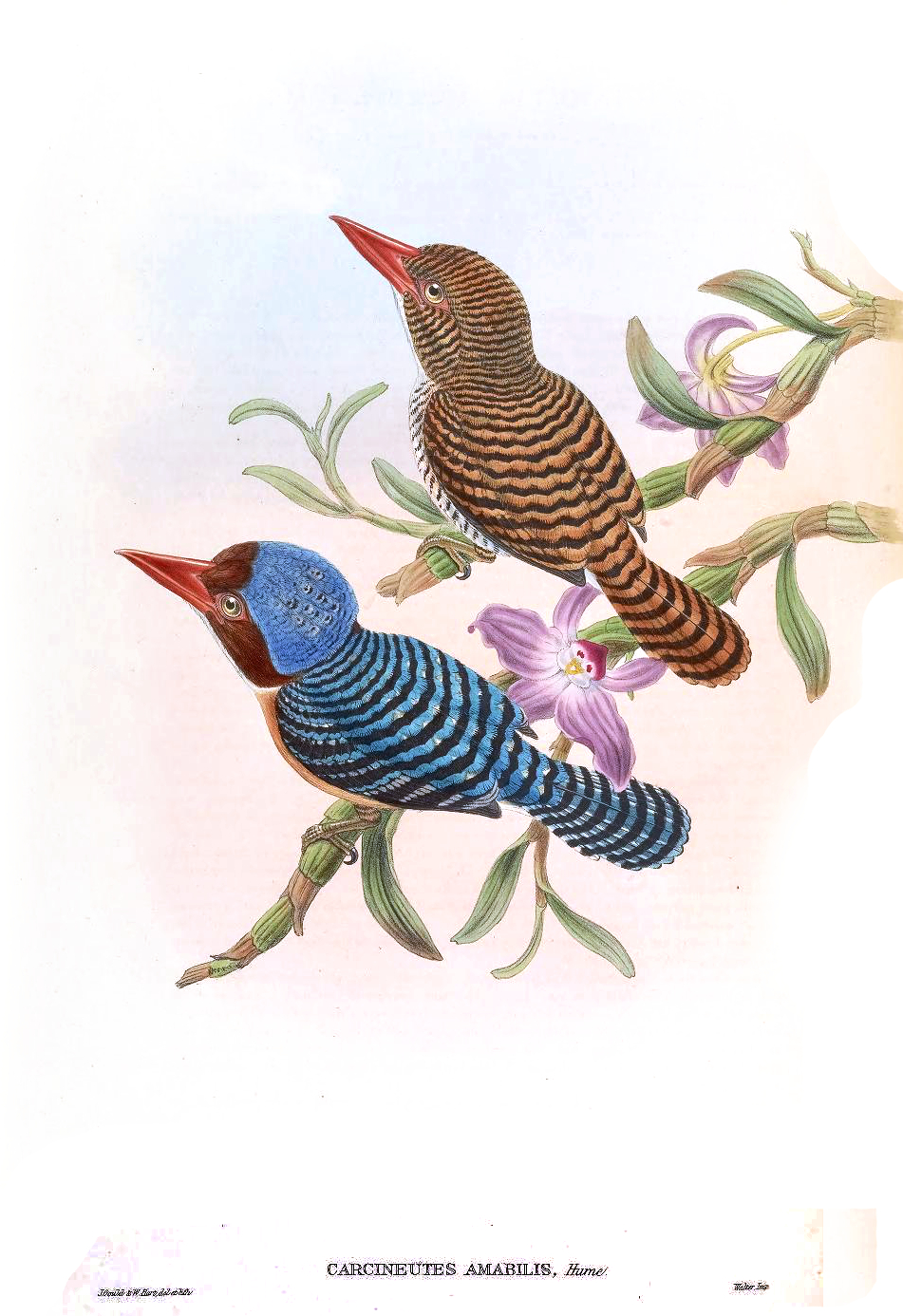
Смугасті альціони

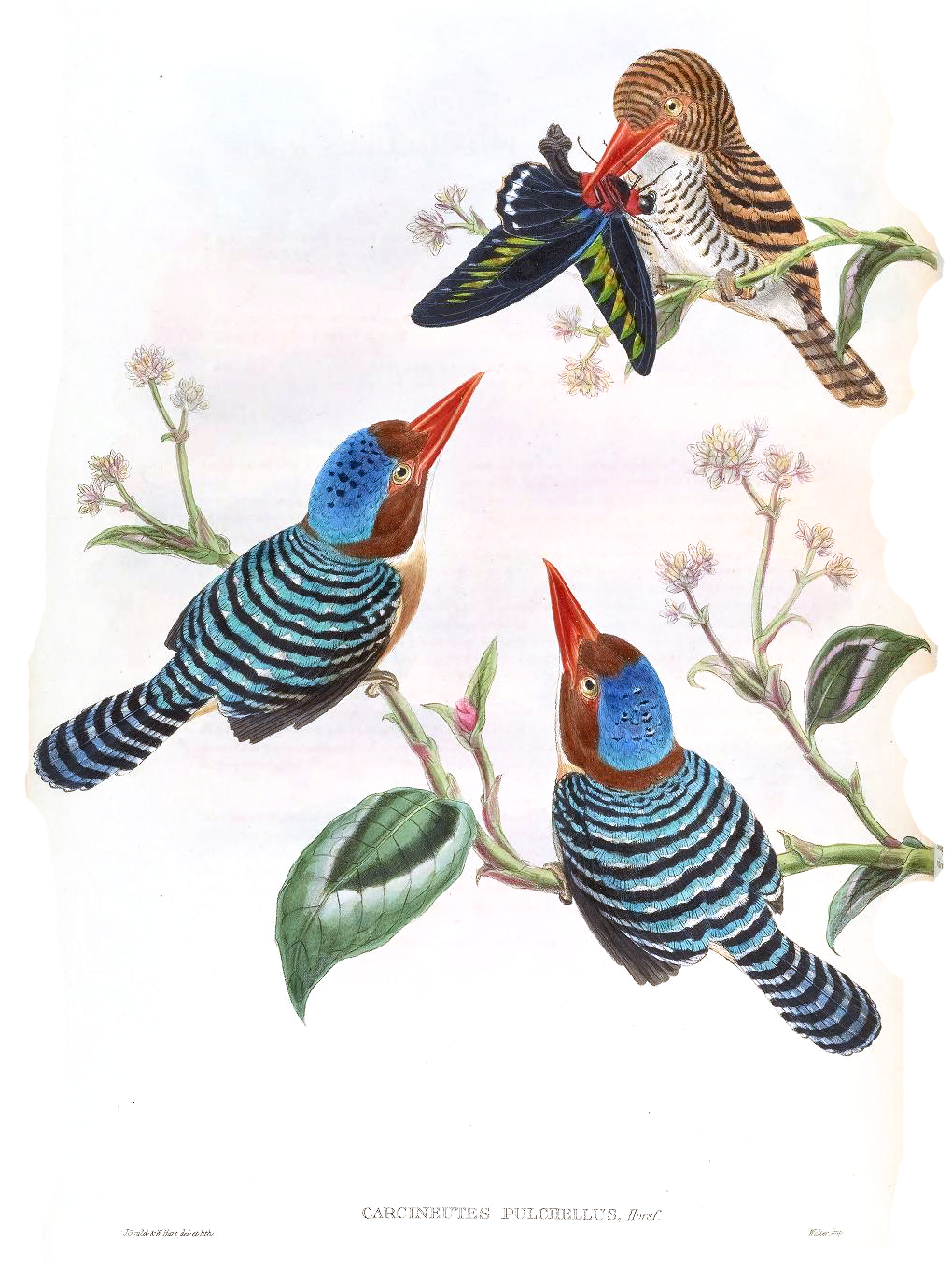
Смугасті альціони

Альціо́н смугастий (Lacedo pulchella) — вид сиворакшоподібних птахів родини рибалочкових (Alcedinidae). Мешкає в Південно-Східній Азії. Це єдиний представник монотипового роду Смугастий альціон (Lacedo).

## Опис
Довжина птаха становить 20 см, самці важать 40,8-48,5 г, самиці 46,5-54,3 г. Виду притаманний статевий диморфізм. У самців лоб, щоки і потилиця каштанові, на тімені яскраво-синя пляма. Верхня частина тіла, крила і хвіст смугасті, чорно-сині. Груди, боки і гузка руді, центральна частина живота біла. Самиці мають яскраве забарвлення, верхня частина тіла у них смугаста, чорно-руда, нижня частина тіла біла, на грудях чорні смужки. Очі жовтувато-карі, дзьоб червоний, лапи світло-червонувато- коричневі. Молоді птахи мають тьмяне забарвлення, дзьоб у них коричнювато-оранжевий, ни нижній частині тіла темні смуги. Голос — довгий свист "ууу", за яким іде серія  з приблизно 15 криків "чівіу".

## Підвиди
Виділяють три підвиди:
- L. p. amabilis (Hume, 1873) — південна М'янма, Таїланд і Індокитай;
- L. p. pulchella (Horsfield, 1821) — Малайський півострів, Суматра, острови Ріау, Ява і північні острови Натуна[en];
- L. p. melanops (Bonaparte, 1850) — Банка і Калімантан.

Деякі дослідники виділяють підвид L. p. melanops у окремий вид Lacedo melanops.

## Поширення і екологія
Смугасті альціони мешкають в М'янмі, Таїланді, Лаосі, В'єтнамі, Камбоджі, Малайзії, Індонезії і Брунеї. Вони живуть у вологих рівнинних і гірських тропічних лісах, в заболочених лісах і на плантаціях. Зустрічаються на висоті до 1100 м над рівнем моря, на Калімантані на висоті до 1700 м над рівнем моря. Живляться комахами, іншими безхребетними і дрібними хребетними. Гніздяться в трухлявих пнях або в гніздах деревних термітів. В кладці від 2 до 5 білих яєць.